# 李庭脩
李庭脩（1403年—1459年），福建興化府莆田縣人，民籍。明朝政治人物。進士出身。

## 生平
六月初八日生，福建鄉試第六名舉人。宣德八年（1433年）癸丑科會試第八十五名，殿試登進士第三甲第二十九名。正統元年十月授中書舍人，累官太仆寺少卿，天順三年三月卒，遣官諭祭。

## 家族
曾祖李允實，山東武城縣知縣。祖父李伯讓，贈員外郎。伯父李璣，任员外郎。父亲李尚經。母董氏。具慶下。弟庭明。娶王氏。